# هيرفي توري
هيرفي توري (بالفرنسية: Hervé Touré)‏ مواليد 25 فبراير 1982 في ليون، هو لاعب كرة سلة فرنسي. بدأ مسيرته الاحترافية في سنة 2001.

## المسيرة الاحترافية
لعب مع أسفيل باسكت في الدوري الفرنسي من سنة 2001 إلى 2005، ثم لعب مع سبيرو شارلوروا في سنة 2005، ثم لعب مع إس إس فليتشي سكاندون في الدوري الإيطالي في موسم 2005–2006، ثم لعب مع أورلاندينا باسكيت في موسم 2006–2007، ثم لعب مع أولمبيا ميلانو في الدوري الإيطالي في سنة 2007، ثم لعب مع بالاكانسترو كانتو من سنة 2007 إلى 2009، ثم لعب مع فيرتوس روما في الدوري الإيطالي في موسم 2009–2010، ثم لعب مع نيو باسكت برينديزي في موسم 2010–2011، ثم لعب مع بلد الوليد في الدوري الإسباني في موسم 2011–2012.

## روابط خارجية
- هيرفي توري على موقع الدوري الإسباني لكرة السلة (الإسبانية)
- هيرفي توري على موقع كرة السلة الأوروبية.كوم (الإنجليزية)
- هيرفي توري على موقع ريلجم (الإنجليزية)
- هيرفي توري على موقع بروبوليرز (الإنجليزية)
- هيرفي توري على موقع سبورتس رفرنس (الإنجليزية)